# Mike Ditka
Michael Keller Ditka, Jr. (Carnegie, 18 ottobre 1939) è un ex giocatore di football americano e allenatore di football americano statunitense.
È stato inserito nella Pro Football Hall of Fame nel 1988, il primo giocatore nel ruolo di tight end a ricevere tale onore.

## Biografia
Conosciuto anche come "Iron Mike" o "Da Coach", è stato giocatore per l'University of Pittsburgh (a livello universitario e poi nella NFL) e commentatore televisivo, prima di diventare allenatore di football americano. Ditka ha allenato i Chicago Bears per 11 anni ed i New Orleans Saints per 3. Con Tom Flores, sono le uniche due persone ad aver vinto il Super Bowl da giocatore, aiuto allenatore ed allenatore capo. Inoltre, Ditka fu l'unico a partecipare agli ultimi due campionati vinti dei Chicago Bears, da giocatore nel 1963 e da allenatore capo nel 1985. È stato classificato al numero 59 tra i migliori cento giocatori di tutti i tempi da NFL.com.
Il 24 maggio 2013, i Bears annunciarono che il 29 dicembre 2013 ritireranno il numero di maglia 89 di Ditka durante la gara contro i Dallas Cowboys.

## Palmarès
Da giocatore
- Campione NFL (1963)
- Vincitore del Super Bowl VI
- (5) Pro Bowl (1961, 1962, 1963, 1964, 1965)
- (5) All-Pro (1961, 1962, 1963, 1964, 1965)
- Pro Football Hall of Fame
- College Football Hall of Fame
- Classificato al numero 59 tra i migliori cento giocatori di tutti i tempi da NFL.com
- Numero 89 ritirato dai Chicago Bears
- Formazione ideale del 75º anniversario della National Football League
- Formazione ideale del 100º anniversario della National Football League

Da allenatore
- Vincitore del Super Bowl XX (come capo-allenatore)
- Vincitore del Super Bowl XII (come assistente allenatore)
- (2) Associated Press NFL Coach of Year (1985, 1988)
- Sporting News NFL Coach of Year (1985)
- Pro Football Weekly NFL Coach of Year (1988)
- (2) UPI NFL Coach of Year (1985, 1988)

## Filmografia
- Derby in famiglia (Kicking & Screaming), regia di Jesse Dylan (2005)

## Doppiatori italiani
- Pietro Biondi in Derby in famiglia